# Johannes Duiker

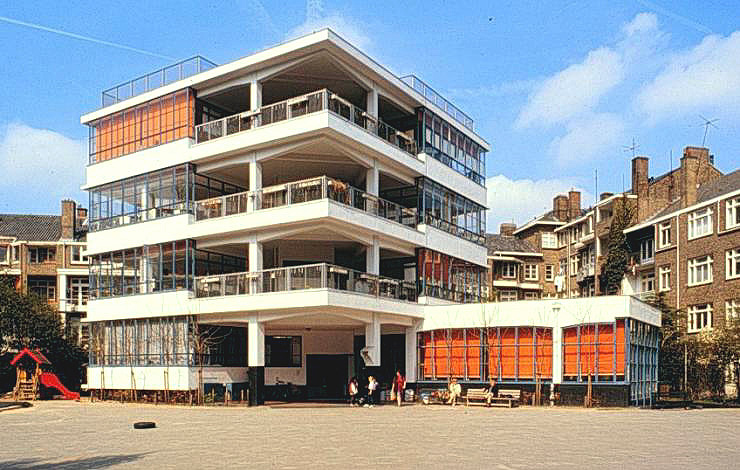
Freiluftschule (Openluchtschool), Amsterdam 1926–31

Johannes Duiker, auch Jan Duiker, (* 1. März 1890 in Den Haag; † 23. Februar 1935 in Amsterdam) war ein niederländischer Architekt und Autor und bedeutender Vertreter des Konstruktivismus in den Niederlanden. Er war einer der führenden Vertreter der Neuen Sachlichkeit in Holland im Umfeld der Gruppe »De 8«. Von 1925 bis zu seinem frühen Tod 1935 schuf er Meisterwerke der modernen Architektur, die wichtige Impulse für die Architektur des 20. Jahrhunderts setzten.

## Leben

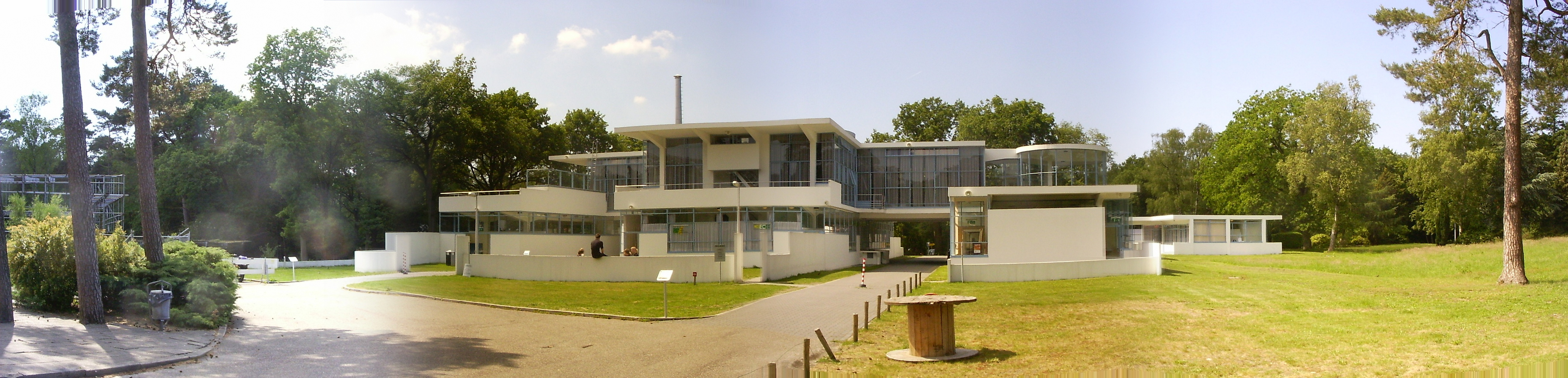
Sanatorium Sonnenstrahl, Hilversum 1926–31 (Photo 2007)

Der in Den Haag geborene Sohn eines Lehrers studierte nach einem einjährigen Praktikum in einer Schreinerei, von 1908 bis 1913 an der Technischen Hochschule in Delft und diplomierte als Bauingenieur. Nach seinem Architekturstudium in Delft arbeitete Jan Duiker zusammen mit seinem Kommilitonen Bernard Bijvoet zunächst im Büro ihres ehemaligen Professors, Henri Evers, in Rotterdam an der Planung der Rotterdamer Stadthalle.
Mit der Realisierung des gewonnenen Wettbewerbes für ein Altenheim in Alkmaar begann 1916 die selbständige berufliche Karriere der beiden Architekten. 1917 erhielten sie den ersten Preis für einen Neubau der Reichsakademie für Bildende Kunst in Amsterdam, der jedoch nicht ausgeführt wurde. Zwischen 1919 und 1923 bauten die Architekten in Kijkduin bei Den Haag eine aus sieben Haustypen bestehende Gartenstadt mit 126 Villen. Charakteristisch für die Bauweise die Betonung der Horizontalen, weit überstehende, flach geneigte Walmdächer und überdeckte, von Gartenmauern eingefasste Veranden. Mit dem Bau eines Einfamilienhauses 1924 in Aalsmeer entwickelten die Architekten eine einfache, leichte und wirtschaftliche Bauweise die von der Konstruktion bestimmt wird. Auf der Ausstellung Exposition des Arts Décoratifs im Frühjahr 1924 in Paris stellten sie ihre Wettbewerbsentwürfe für die Reichsakademie und die Chicago Tribune aus. Dort lernte Bijvoet den Innenarchitekten Pierre Chareau kennen, löste die Sozietät mit Duiker auf und ging nach Paris.

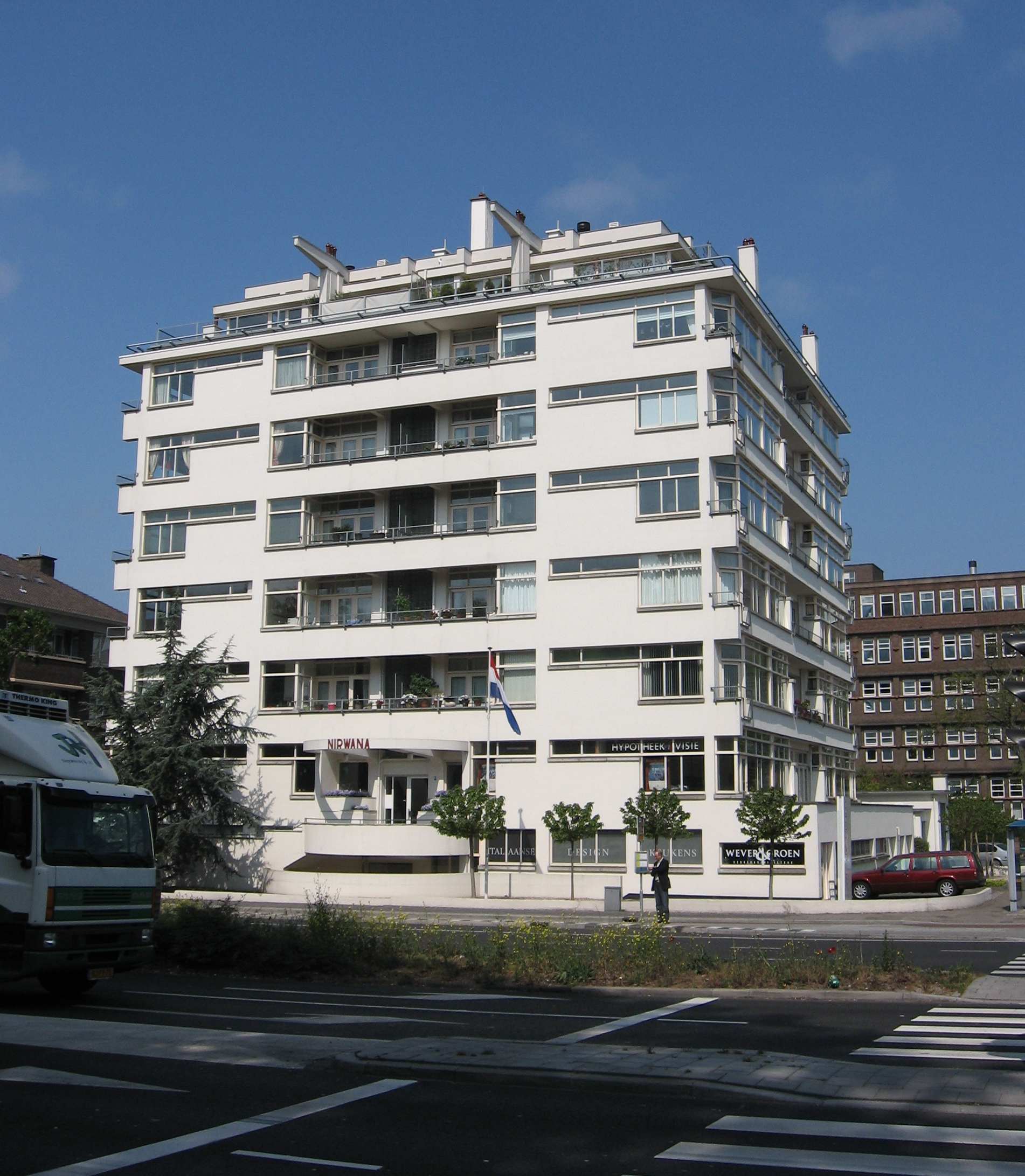
Nirwana Haus, Den Haag 1926–28 (Photo 2007)

Duiker zog nach Amsterdam und arbeitete mit dem Statiker Jan Gero Wiebenga zusammen, der mit Leendert van der Vlugt 1922 in den Niederlanden eines der ersten funktional ausgerichteten Bauwerke, eine Schule in Groningen baute. Durch Wiebenga, der die Konstruktion der Van-Nelle-Fabrik von Leendert van der Vlugt (Brinkman & Van der Vlugt) entwickelte, lernte Duiker auch diese kennen. Bei den nun folgenden Projekten Duikers wird der Einfluss aus dem Konstruktivismus deutlich. Duiker entwickelte fortan die Struktur des Bauwerks durch die Konstruktion und den Bautyp aus der Funktion, z. B. das konstruktivistische Cineac-Kino, ein Wochenschaukino in Amsterdam, die transparente Konstruktion des Nirwana-Hauses mit vier bis acht Wohnungen pro Geschoss, die Freiluftschule für das gesunde Kind in Amsterdam mit integrierter Turnhalle und Freiräumen vor den Klassenzimmern. Das 1926 entworfene Sanatorium Sonnenstrahl in Hilversum war eine Klinik zur Nachsorge der Tuberkulose für Diamantenschleifer, bestehend aus Hauptgebäude mit Verwaltung, Küche, Speise- und Behandlungsräumen und vier axialsymmetrisch angeordneten Pavillonpaaren mit den Patientenzimmern. Das Meisterwerk des Architekten zeigt strukturelle Merkmale des von Le Corbusier entwickelten „Domino-Systems“.
Von 1932 bis zu seinem Tode war Duiker auch Herausgeber von de 8 en Opbouw. Diese Zeitschrift publizierte die Gedanken der radikalen Rotterdamer Gruppe Opbouw mit J.J.P. Oud, Mart Stam, Leendert van der Vlugt u. a. und der gemäßigteren Amsterdamer Gruppe de 8, welche von Duiker, Bijvoet, Wiebenga, Cornelis van Eesteren u. a. vertreten wurde. Ein Konflikt, den Erich Mendelsohn 1919 mit den Worten „Rotterdam ist funktional, Amsterdam dynamisch“ beschrieb.

## Stil
Duikers frühe Bauten sind zunächst symmetrische, modulare Gebilde, die aus additiv gefügten einfachen geometrischen Formen bestehen. In seinem Spätwerk werden die Formen freier, und orthogonale Raster werden von Kreisen überlagert, was im „Cineac“ in Amsterdam (1930–34) und in dem nach seinem Tod von Bijvoet vollendeten Hotel „Gooiland“ in Hilversum zum Ausdruck kommt.
Die Arbeiten von Johannes Duiker und seinem Partner Bernard Bijvoet sind geprägt durch einen formalistischen Konstruktivismus, wie sich dieser sowohl in dem symmetrisch angelegten Sanatorium Zonnestraal als auch in der ebenfalls symmetrischen Freiluftschule zeigt. Eine Synthese zwischen Stams asymmetrischem Funktionalismus und Duikers symmetrischem Formalismus wurde mit Pierre Chareaus und Bernard Bijvoets Maison de verre in Paris erreicht, das 1928–32 entstand.

## Bauten und Projekte
- CINEAC Amsterdam, 1934;
- Hotel und Theater Gooiland Hilversum, 1934–36;
- Kaufhaus De Winter Amsterdam; 1934–35 (zerstört);
- CINEAC Den Haag-Centrum; 1934–35;
- Parkhaus Rotterdam; 1930 (Projekt);
- Third Technical School Den Haag-Scheveningen, 1929–31;
- Freiluftschule in Amsterdam 1926–31;
- Sanatorium "Nazorgkolonie Zonnestraal" Hilversum, 1926–1931;
- Elbstrandhotel in Salesel (Tschechoslowakei), 1929 (Wettbewerb, 2. Preis)[1]
- Nirwana Den Haag, 1926–28;
- Haus im Polder bei Aalsmeer, 1924–25;
- Wäscherei Diemen, 1924–25 (zerstört);
- Jan-Duiker-Ensemble Thomsonplein Den Haag; 1921–22
- 2 Wohnhäuser in der Eikstraat, Den Haag; 1920–21;
- 4 Wohnhäuser in der Domstraat, Den Haag; 1920–21;
- Wohnhaus in der Ieplaan, Den Haag, 1920–21;
- Wohnhäuser am Imhoffplein, Den Haag, 1920;
- 4 Wohnhäuser in der 3e Louise de Colignystraat, Den Haag, 1920;
- 3 Wohnhäuser in der Jacob Mosselstraat, Den Haag, 1920;
- Villa Den Haag, 1920–21;
- Haus in der 2e Louise de Colignystraat, Den Haag, 1920;
- Dubbele Villa Den Haag; 1919–20 (zerstört);
- 9 Wohnhäuser in der J.v.Oldenbarneveldtlaan, Den Haag; 1919–22;
- Kunsthochschule Amsterdam, 1917 (Projekt);
- Karenhuizen Alkmaar, 1917–19.

## Zitat
„Und wir sehen also einen neuen geistigen Impuls: die Befreiung des Menschen; um diese größere Freiheit aber zu verwirklichen, ist auch in der Architektur >Sachlichkeit< das einzige Mittel...“